# Ден, Андрей Ефимович фон
Андрей (Карл-Андрей) Ефимович фон Ден (нем. Karl Heinrich von Dehn; 25 июля [6 августа] 1816, мыза Вельц, Везенбергский уезд, Эстляндская губерния — 21 февраля [5 марта] 1878, Рига) — офицер Русской императорской армии, генерал-лейтенант (1867), генерал-адъютант (1871), командующий 3-м армейским корпусом (1877—1878).

## Биография
21 августа 1835 года, по окончании школы гвардейских подпрапорщиков и кавалерийских юнкеров, выпущен в чине прапорщика в Гренадерский лейб-гвардии полк.
В 1837 году был командирован на Кавказ, где участвовал в делах с горцами, а также в 1838 году был в экспедиции на Кубани. Вернувшись с Кавказа в 1841 году в чине поручика, он был командирован в школу подпрапорщиков и кавалерийских юнкеров где занял должность сначала ротного офицера, а потом и командира роты.
В 1855 году в чине полковника был назначен командиром Карабинерного генерал-фельдмаршала князя Барклая-де-Толли полка, а 9 ноября 1859 года получил в командование Кексгольмский гренадерский Императора Австрийского полк.
12 ноября 1860 года был назначен командиром Семёновского лейб-гвардии полка, с которым участвовал в усмирении Польского мятежа (1863—1864).
В 1864 году был назначен командиром 24-й пехотной дивизии с оставлением в списках Семёновского лейб-гвардии полка.
В 1868 году назначен начальником 2-й гвардейской пехотной дивизии.
В 1871 году был удостоен звания генерал-адъютанта.
С 19 февраля 1877 года был командующим 3-м армейским корпусом. Скоропостижно скончался в Риге 21 апреля 1878 года. Похоронен в родовом имении Коно в Везенбергском уезде Эстлянской губернии.

## Чины
- прапорщик (21.08.1835)
- подпоручик (1837)
- поручик (1841)
- полковник (14.10.1852)
- генерал-майор (29.06.1860[5])
- генерал-лейтенант (30.08.1867[5])
- генерал-адъютант (30.08.1871[5])

## Награды
- Орден Св. Анны 3-й ст. с бантом (1838)
- Орден Св. Анны 2-й ст. (1851, императорская корона к ордену в 1856)
- Орден Св. Владимира 4-й ст. (1854)
- Орден Св. Владимира 3-й ст. (1858)
- Орден Св. Станислава 1-й ст. (1862)
- Орден Св. Анны 1-й ст. (1869)
- Орден Св. Владимира 2-й ст. (1873)
- Орден Белого орла (1876)
- Знак отличия беспорочной службы за XX лет (22 августа 1859)

Иностранные
- Орден Железной короны 1-й ст. (1860)
- Орден Красного орла 2-й ст. со звездой (1864)
- Орден Красного орла 1-й ст. (1873)
- Австрийский орден Леопольда Большой крест (1874)
- Орден Меча Большой крест (1875)
- Орден Данеброг Большой крест (1877)